# كانيليس
بلدية قنالش أو كنالس (بالإسبانية: Caniles، نقحرة: كانيليس) هي بلدية تقع في مقاطعة غرناطة التابعة لمنطقة أندلوسيا جنوب إسبانيا.

## الديموغرافيا
بلغ عدد سكان بلدية قنالش 4.846 نسمة عام 2011 (وفقاً للمعهد الوطني الإسباني للإحصاء).
| 5.303 | 5.116 | 4.726 | 4.849 | 4.930 | 4.955 | 4.846 |

## توأمة
لقنالش اتفاقيات توأمة مع:
- ريبوليت